# All-America City Award
L'All-America City Award viene assegnato dalla National Civic League ogni anno a dieci comunità negli Stati Uniti. Riconosce coloro i cui cittadini lavorano insieme per identificare e affrontare le sfide a livello di comunità e ottenere risultati non comuni. I vincitori possono essere quartieri, paesini, villaggi, città, contee o regioni.
L'All-America Award è il più antico programma di riconoscimento comunitario della nazione.
Dall'inizio del programma nel 1949, più di 600 comunità sono state nominate All-America Cities. Ogni anno, le comunità interessate presentano un pacchetto completo basato su criteri pubblicati che vengono valutati nel processo di selezione dei premi. Le comunità meritevoli sono nominate finaliste e i dieci vincitori del premio dell'anno sono nominati da quel gruppo di candidati.